# Can Moret
Can Moret est un édifice situé dans la commune de L'Armentera, en Catalogne (Espagne). Il est classé dans l'Inventaire du patrimoine architectural de Catalogne.

## Description
La maison de Can Moret est située à une cinquantaine de mètres de l'église Saint-Martin. C'est une maison mitoyenne, un peu en retrait de la rue. Construite en pierre, elle comporte un rez-de-chaussée et un premier niveau. On peut voir au-dessus de la porte une inscription indiquant l'année de construction et le nom de l'artisan : JACOBUS VIADER ME FECIT - 1686.